# Rhododendron lepidotum
Rhododendron lepidotum är en ljungväxtart som beskrevs av Nathaniel Wallich. Rhododendron lepidotum ingår i släktet rododendron, och familjen ljungväxter. Inga underarter finns listade i Catalogue of Life.